# Grabów nad Prosną
Grabów nad Prosną (in tedesco Grabow, dal 1940 al 1945 Altwerder) è un comune urbano-rurale polacco del distretto di Ostrzeszów, nel voivodato della Grande Polonia.
Ricopre una superficie di 123,55 km² e nel 2004 contava 7 863 abitanti.